# 大衛·湯姆
大衛·湯姆（英語：David Tom，1978年3月23日—）是美國的一位演員。湯姆出生在伊利諾州欣斯代爾。1993年，湯姆獲得了青年藝人獎的提名。在1999年至2002年，他出演CBS肥皂劇年輕和騷動不安的一族中的Billy Abbott角色，並因此獲得兩項日間艾美獎提名。